# Boker Rocks
Boker Rocks är en kulle i Antarktis. Den ligger i Västantarktis. Inget land gör anspråk på området. Toppen på Boker Rocks är 195 meter över havet.
Terrängen runt Boker Rocks är varierad. Trakten är obefolkad. Det finns inga samhällen i närheten.